# یواس‌اس دلوت (سی‌ال-۸۷)
یواس‌اس دلوت (سی‌ال-۸۷) (به انگلیسی: USS Duluth (CL-87)) یک کشتی بود که طول آن ۶۱۰ فوت ۱ اینچ (۱۸۵٫۹۵ متر) بود. این کشتی در سال ۱۹۴۴ ساخته شد.